# Mumpfer Dorfrecht

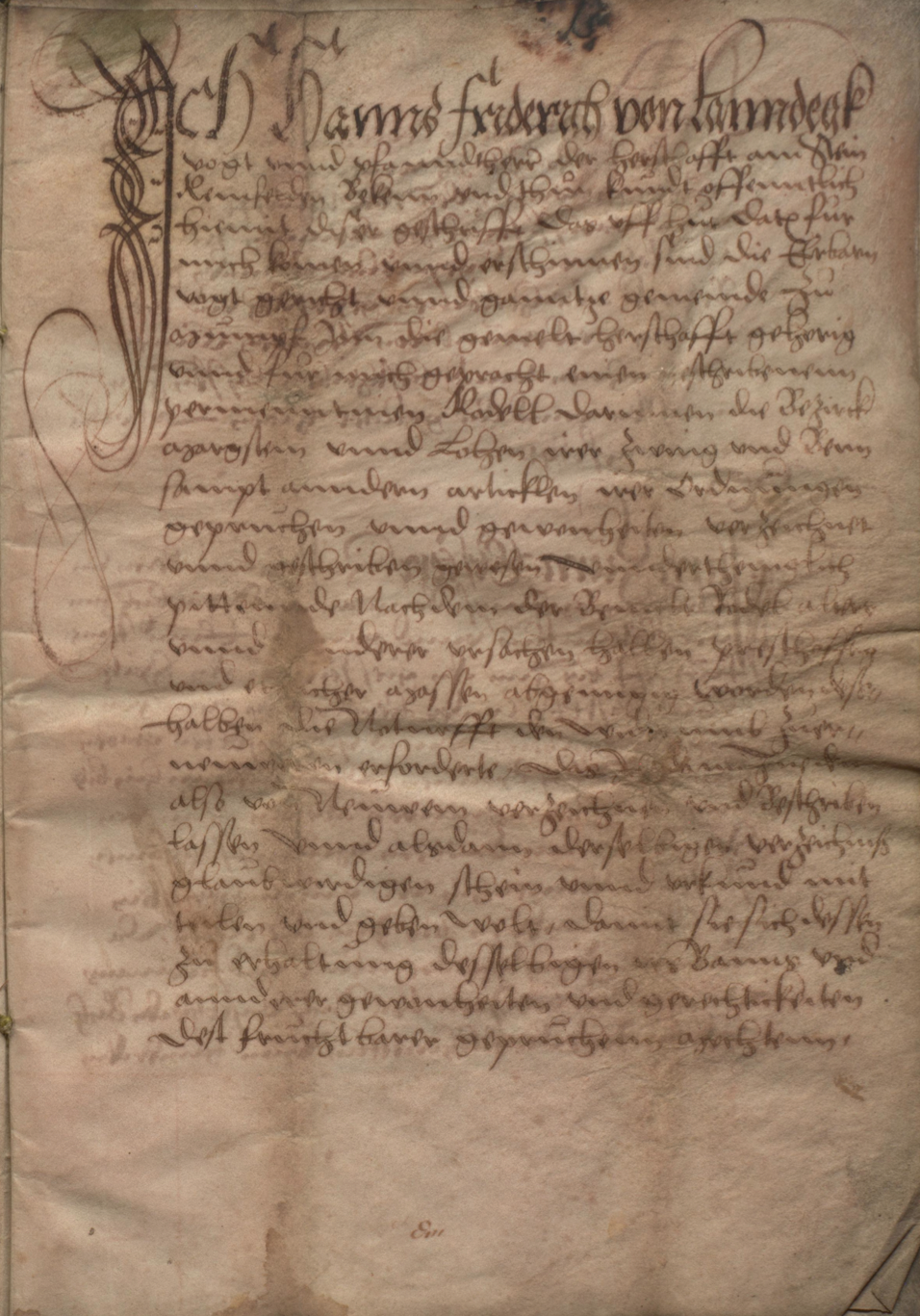
Dorfrecht Mumpf 1535, Einleitung

Das Mumpfer Dorfrecht von 1535 ist die Erneuerung eines früheren, nicht mehr auffindbaren Dorfrechts von Mumpf im heutigen Kanton Aargau.
Das Original-Pergamentheft zählt 16 Seiten, wobei die Seiten 1 und 2 sowie 13 bis 16 nicht beschrieben sind. Das einst an einer grün-gelben Schnur hängende Siegel Hans Friedrichs von Landegg fehlt. Das Dorfrecht von 1535 hat den Dorfbrand 1634 während des Dreissigjährigen Krieges überlebt. Es wird im Gemeindearchiv von Mumpf aufbewahrt.
Dorfrechte werden auch Dorfordnungen, Einungen oder Offnungen genannt. Sie regelten die Grenzen, die Rechte und Pflichten Einzelner, die richterlichen Instanzen, das Zusammenleben sowie allfällige Abgaben, und hielten lokale, im Laufe der Zeit gewachsene Begebenheiten fest. Zu Beginn erwähnt Graf Friedrich die ältere Urkunde zur Dorfordnung, die jedoch beschädigt sei. Sie wurde also durch Friedrich in Gegenwart und in Zusammenarbeit mit den Bürgern und Gerichtsleuten neu verfasst. Dabei ist auch von der Aufnahme von neuweh dingen zu lesen.
Das Dorfrecht von 1535 beschreibt zum Anfang die Mumpfer Banngrenzen von Walbach in der Rotenfluo her über Zeyningen, Zutzgen, Ober-Mumpf bis zum Rhein. Dieser wird hierin in seiner ganzen Breite dem Dorf Nidern-Mumpf zugerechnet, wie auch aus dem Bannplan von 1775 ersichtlich ist. Alle drei Jahre gilt der Bannumgang als Bürgerpflicht:
Item es sollen auch yetzgemelte bezirck, zwing und bann allweg in dem dritten jar ungeverlich mit alten und jungen leuten besichtigt und die lohenen und marckstein umbgangen werden, damit die in gedechtniss plyben megen.
Das Dorfrecht regelt auch die rechtlichen Verhältnisse. Hier fällt auf, dass der Mumpfer Pfarrer die niedere Gerichtsbarkeit, welche er gemäss einer Urkunde im Jahr 1391 ausübt, seit 1535 nicht mehr besitzt. Sie liegt nun bei der Herrschaft Stein in Rheinfelden, gemeinsam mit der hohen Gerichtsbarkeit. Schliesslich werden die Rechte und Pflichten einzelner Personen beschrieben: Pfarrer, Wirtsleute, Kindbetterinnen, Mühlenbesitzer, Bauern, Fährleute.
Den Text übersetzt hat am 18. November 1964 Georg Boner vom Staatsarchiv des Kantons Aargau. Neben der Einleitung, den Grenzschilderungen und dem Schlussabschnitt sind total 15 „Gesetze“ festgehalten.
Die Einleitung lautet:
Ich Hans Friderich von Landegk, vogt und pfandtherr der herschaft am stein Reinfelden, bekenn und thuon kundt offentlich hiemit diser geschrift, das uf hüt datum für mich komen und erschinen sind die erbarn vogt, gericht und gantze gemeinde zu Mumpf, in die gemelt herschaft geherig, und für mich gepracht einen geschribenen permentinen rodel, darinnen die bezirck, margstein und lohen (Grenzstock) irer zwing und benn sampt andern articklen irer ordnungen, gesprüchen und gewonheiten verzeichnet und geschriben gewesen, undertheniglich pittende, nachdem der bemelt rodel alters und anderer ursachen halben presthaftig und ettlicher massen abgengig worden, desshalben die noturft den widerumb zu erneuweren erforderte, das ich dann ine den also von neuwem verzeichnen und beschriben lassen und alsdann derselbigen verzeichniss glaubwirdigen schein und urkund mitteilen und geben welt, damit sie sich dessen zu erhaltung desselbigen irs banns und anderer gewonheiten umd gerechtickeiten dest fruchtbarer gespruchen mechten. Diewyl ich dann ir begeren nit unzimlich geacht, so hab ich vorgemelten rodel für augen genomen, den nach noturft besehen und daruf, sovil ich darinnen irenthalb von noten und gespürlich befunden, solche bezirck, alte herkomen, gepreuch und ordnung widerumb von neuwen dingen verzeichnen und beschriben lassen, in massen und die gelutet haben, als das hernach folgt: ...
- Mumpfer Dorfrecht von 1535 Alle beschriebenen Seiten

Dorfrecht Mumpf 1535 Abschnitt zum Bannumgang
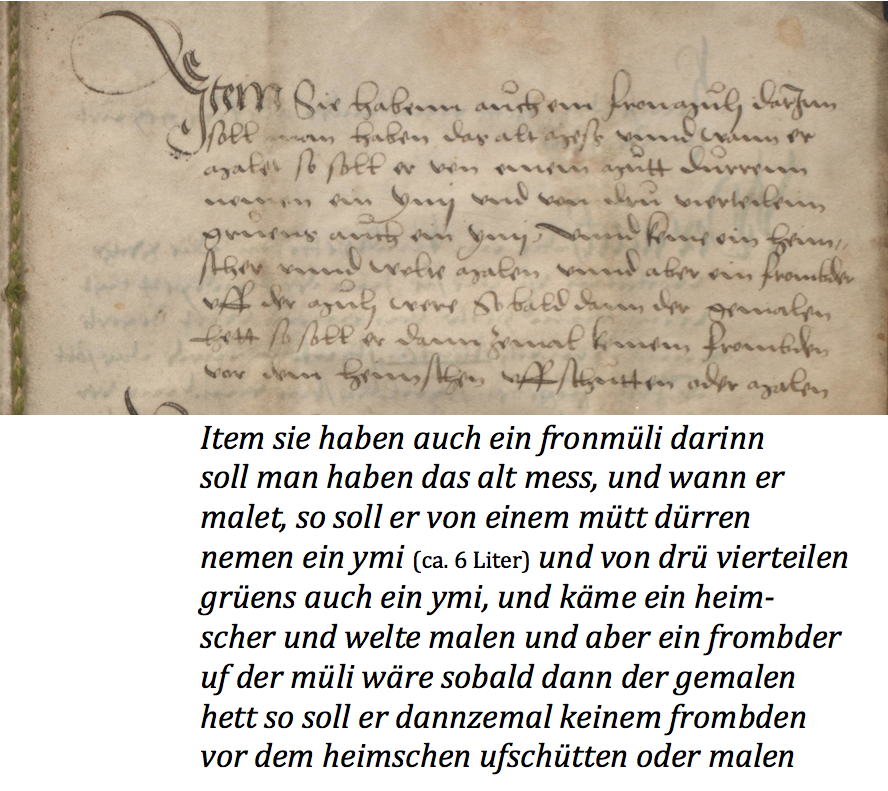
Dorfrecht Mumpf 1535 Abschnitt zum Mühlerecht
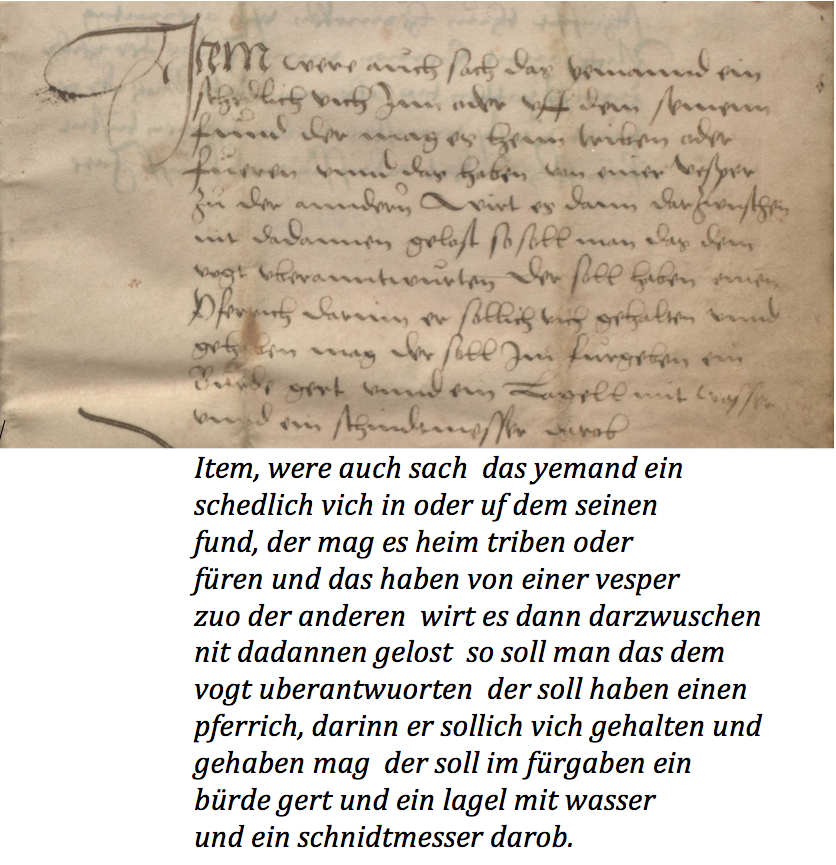
Dorfrecht Mumpf 1535 Abschnitt zur Viehhaltung
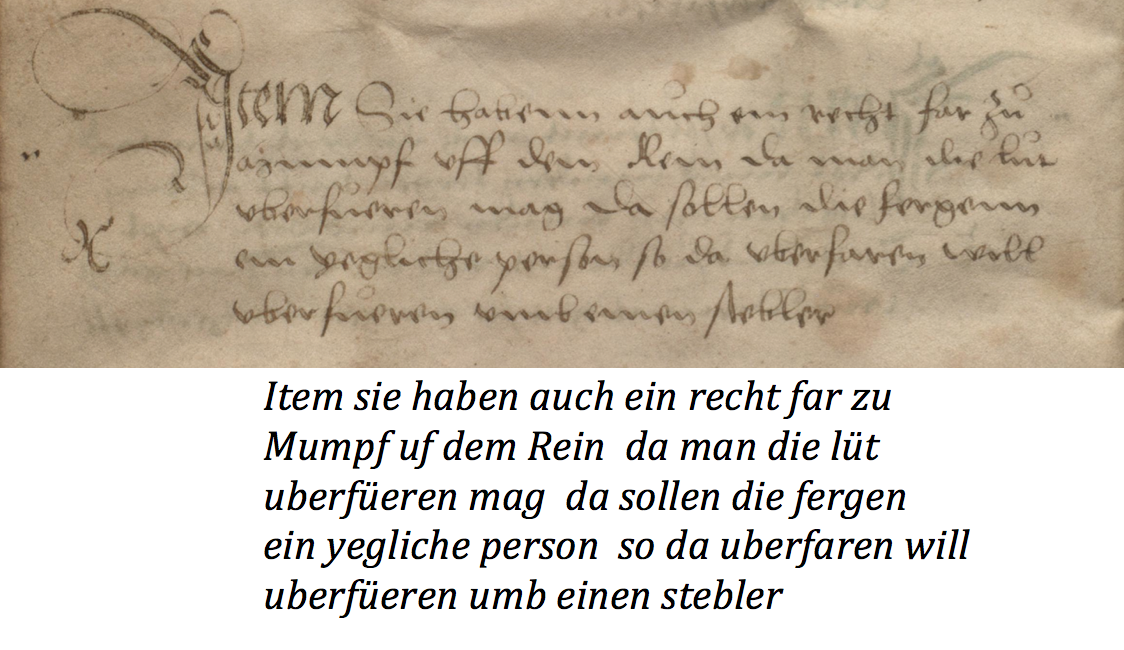
Dorfrecht Mumpf 1535 Abschnitt zum Fährrecht
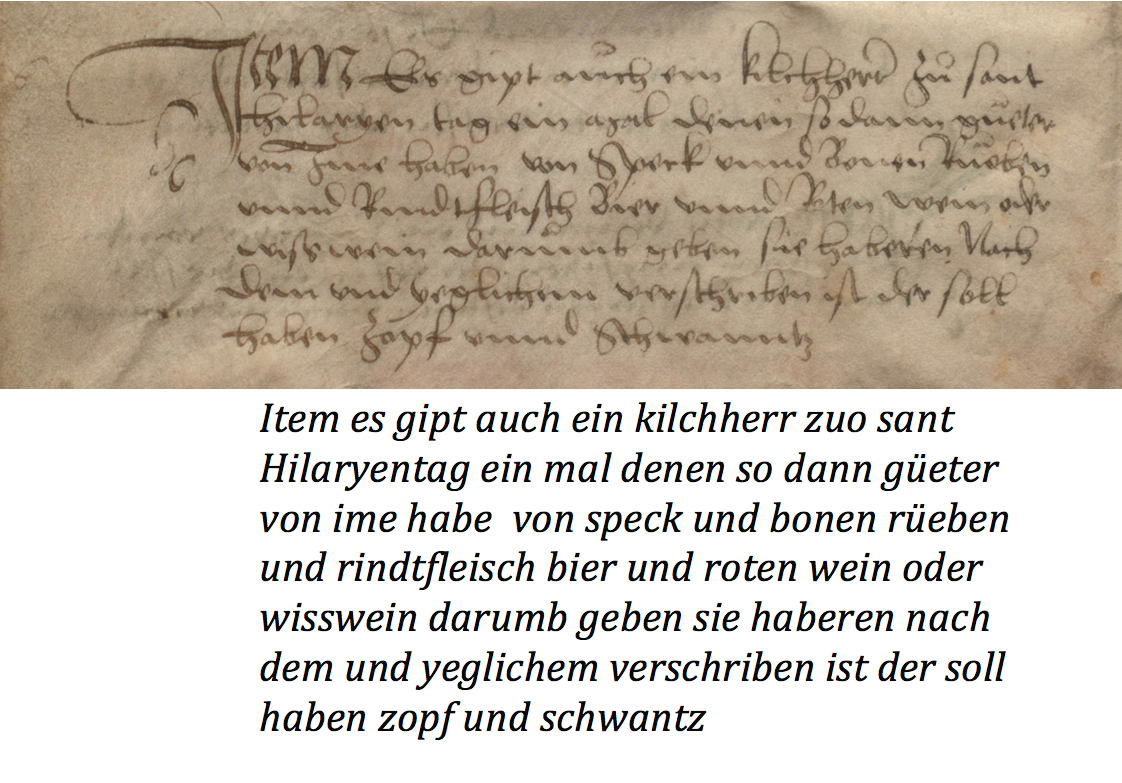
Dorfrecht Mumpf 1535 Abschnitt zum jährlichen Speck- und Bohnenmahl des Kilchherrn
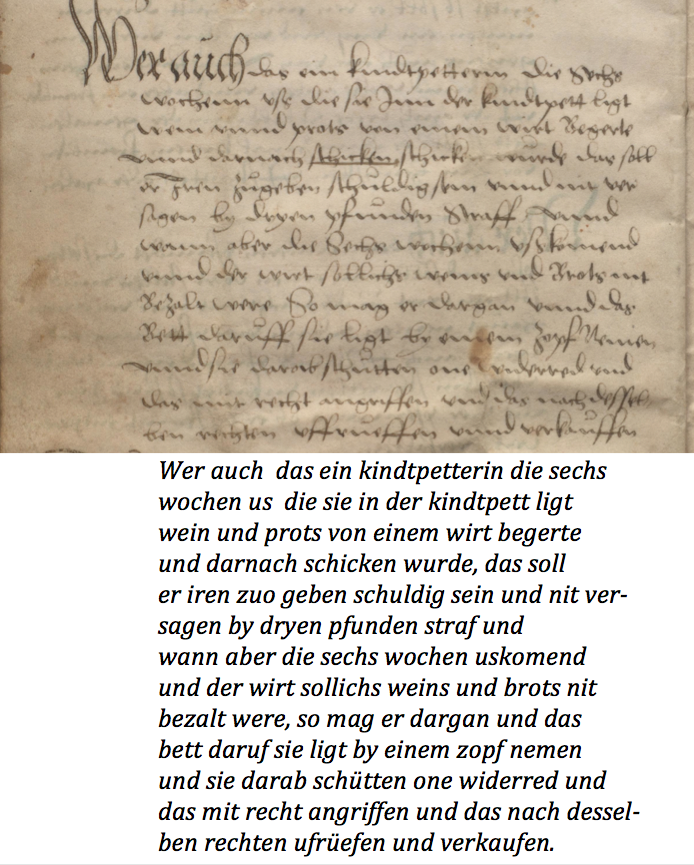
Dorfrecht Mumpf 1535 Abschnitt zur Kindpetterin und den Wirten unten (Glocke) und oben (Sonne)
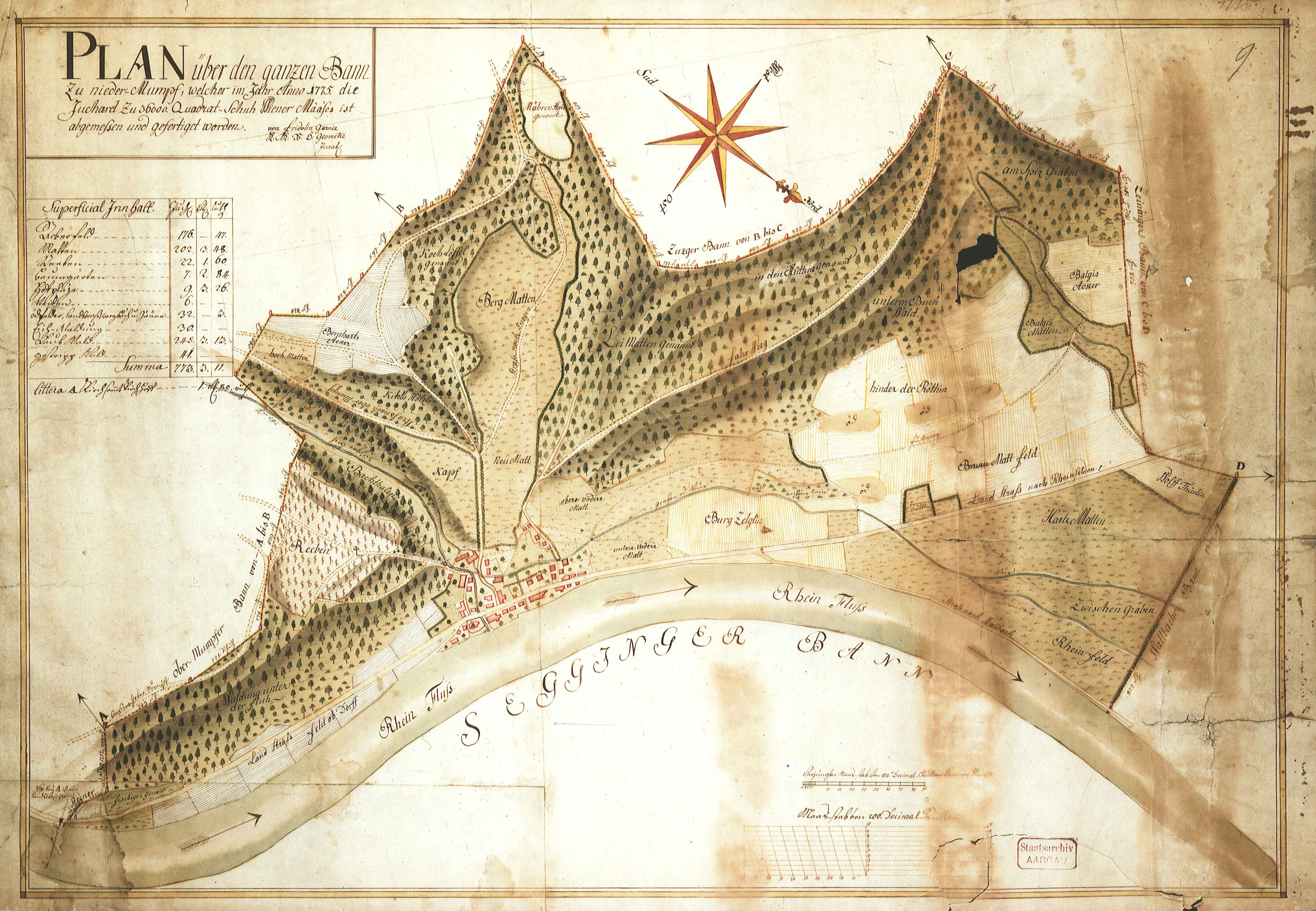
Dorfrecht-Bannplan Mumpf von 1775